# Herculian, Covasna
Herculian (în maghiară Magyarhermány) este un sat în comuna Bățani din județul Covasna, Transilvania, România. Se află în partea de vest a județului, la poalele munților Harghita.

## Obiective de interes turistic
- Furnalul Bodvaj din Herculian
- Herculian (sit de importanță comunitară inclus în rețeaua ecologică europeană Natura 2000 în România).